# Егоровка (Новосибирская область)
Егоровка — село в Болотнинском районе Новосибирской области России. Административный центр Егоровского сельсовета.

## География
Район расположен на северо-востоке региона.
Площадь села — 358 гектар

## История
Основано в 1904 г.
В 1926 году посёлок Егоровский состоял из 52 хозяйств. Центр Егоровского сельсовета Болотнинского района Томского округа Сибирского края.

## Население
| 2002 | 2007 | 2010 |
| ---- | ---- | ---- |
| 627  | ↗658 | ↗675 |

национальный состав
В 1926 году основное население — белорусы

## Инфраструктура
В селе по данным на 2007 год функционируют 1 учреждение здравоохранения, 1 образовательное учреждение..

## Транспорт
Развит автомобильный и железнодорожный транспорт.
Ближайшая ж/д станция — Чахлово, расположена на окраине Егоровки, официально — в Чахлово.
На Егоровку с федеральной трассы Р-255 Сибирь есть съезд.